# Serrasalmus eigenmanni
Serrasalmus eigenmanni ist eine im tropischen Südamerika beheimatete Sägesalmlerart. Sie wird auch Piranha branca oder Pirambeba genannt.

## Beschreibung
Serrasalmus eigenmanni ist ein großer Sägesalmler der eine maximale Standardlänge von 35 cm erreichen kann. Ein Gewicht von 394 g wurde publiziert. Der Körper ist in seitlicher Ansicht rundlich, das Rückenprofil konkav (eingedrückt). Der Kopf ist kurz, die Schnauze stumpf, die Augen groß. Während der Entwicklung ist die Art jedoch variabel. Adulte Exemplare sind silberfarben, mit oder ohne dunkle Flecken. Ihre Bauchregion ist schwach rötlich bis orange. Die Bauchregion juveniler Tiere ist silberfarben, dunkle Flecken sind bei ihnen vorhanden. Der silberne Kopf wird zum Rücken und zur Schnauze hin dunkler. Der Bereich der Kiemendeckel ist rötlich bis orange. Die Iris ist creme bis silberfarben mit einem dunklen, vertikalen Band. Ein rundlicher Humeralfleck (Schulterfleck) ist vorhanden.
Die Basis der dunklen Rückenflosse (Dorsale) ist moderat lang, mit 2 ungeteilten und 13 geteilten Flossenstrahlen. Brustflossen (Pectorale, 1 ungeteilter und 12 bis 14 geteilte Flossenstrahlen) und Bauchflossen (Ventrale) sind schwach orangefarben. Die Afterflosse (Anale) ist im vorderen Bereich dunkel und ansonsten orange, sie wird von 3 ungeteilten und 29 bis 33 geteilten Flossenstrahlen gestützt. Die Fettflosse ist dunkel mit hellem Rand. Das vordere, dunkle Drittel der Schwanzflosse (Caudale) bildet ein liegendes „V“ bildet, der Rest der Schwanzflosse ist durchsichtig (hyalin). Bei Jungtieren können die ersten Strahlen der Rückenflosse fadenförmig sein und bis hinter die Fettflosse reichen.
Das Ectopterygoid ist nur bei Jungtieren mit 5 bis 6 stumpfen Zähnen besetzt, bei adulten Tieren ist das Ectopterygoid unbezahnt. Serrasalmus eigenmanni hat 36 Wirbel. Die Schuppen sind klein und zahlreich, auf der Seitenlinie liegen 82 (79 bis 84). Es sind 22 (21 bis 25) Serrae vor und 9 (7 bis 10) Serrae nach dem Beginn der Bauchflossen vorhanden. Die 25 (22 bis 27) Kiemenreusendornen sind kurz und an der Basis breit.
Insbesondere Jungtiere von Serrasalmus eigenmanni sind anderen Serrasalmus Arten ähnlich.

## Verbreitung
Serrasalmus eigenmanni kommt in Südamerika, im Amazonas Einzugsgebiet und den Flüssen des nördlichen und östlichen Guayana-Schildes (Brasilien, Kolumbien, Bolivien, Französisch-Guayana, Guayana, Surinam und Venezuela) vor. Hubert et al. (2007) gaben als Verbreitungsgebiet den Orinoco, Essequibo, Maroni, Oyapock, Rio Tocantins und Rio Negro an. Vorkommen im Rio Madeira scheinen fehlerhaft durch die Verwechslung mit Serrasalmus spilopleura. Von anderen Autoren werden noch Río Cuyuní und Río Yata genannt.

## Lebensweise
Über ihre Lebensweise ist nichts Näheres bekannt.

## Forschungsgeschichte
Serrasalmus eigenmanni wurde 1929 von dem britischen Ichthyologen John Roxborough Norman erstbeschrieben. Die Beschreibung basiert auf einem einzelnen Exemplar aus Rockstone in Guyana im Einzugsgebiet des Essequibo, das ursprünglich von Müller und Troschel 1848 als Serrasalmus aureus (heute Pristobrycon aureus) und von Eigenmann 1912 als Serrasalmus gymnogenys (heute Synonym von Pristobrycon aureus) angesehen wurde. Von verschiedenen Autoren (Géry 1972, Jégu und Santos 2001) wird die Art als möglicherweise der Gattung Pristobrycon zugehörig angesehen.